# 切斯特 (賓夕法尼亞州)
切斯特（英語：Chester）是美國賓夕法尼亞州德拉瓦郡的一座城市，人口約32,000人。切斯特成立于1682年，是宾夕法尼亚州最古老的城市。二十世纪中叶以来，許多制造业企業以及居民離開當地，切斯特成為一個飽受環境污染的城市，而且當地貧困人口眾多，犯罪率較高。

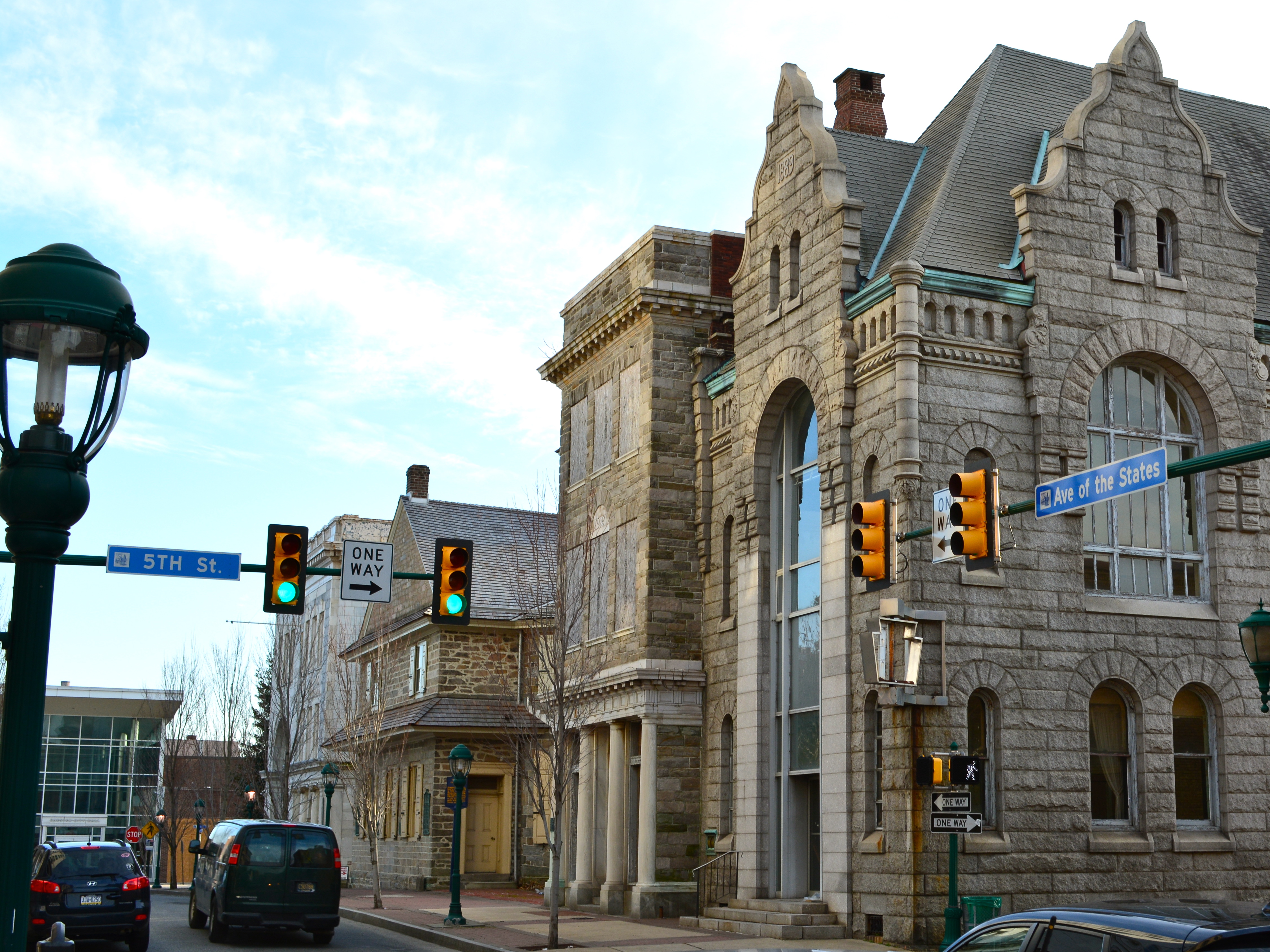